# Teodora Nicoară

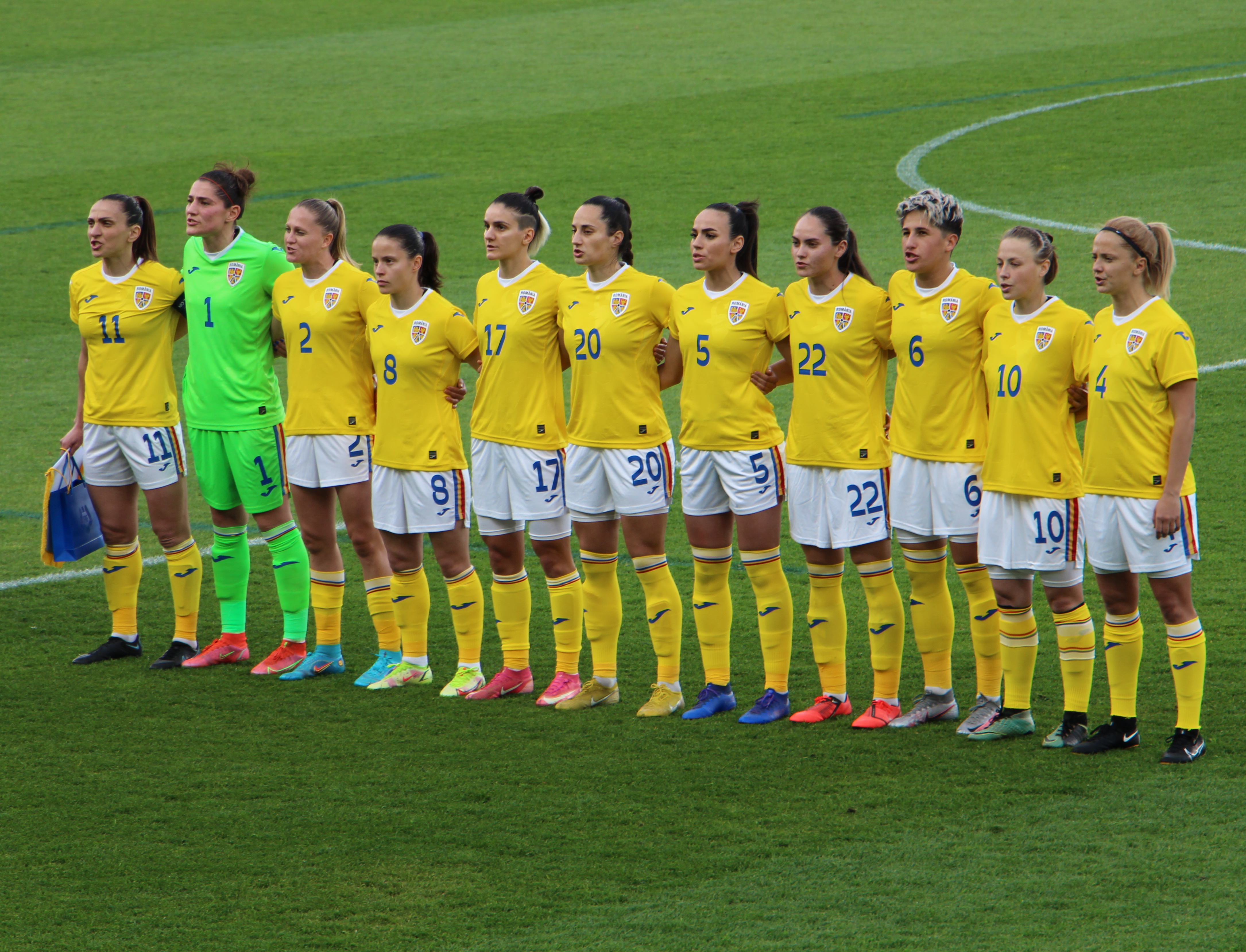
La echipa națională

Teodora Nicoară (născută Meluță; n. 3 august 1999, București, România) este o jucătoare română de fotbal care joacă pentru Beşiktaş și echipa națională de fotbal a României.

## Carieră
A plecat de acasă la vârsta de 14 ani pentru a juca pentru Olimpia Cluj. Fundașul a câștigat de cinci ori campionatul României și de două ori cupa României cu Olimpia Cluj. La începutul anului 2021 ea s-a transferat la FF Lugano 1976, Elveția. Însă în luna martie a suferit o fractură de tibie și peroneu și în vara s-a întors în România și a semnat cu Politehnica Timișoara. În 2024 s-a transferat în Turcia.
Teodora Meluță este componentă a echipei naționale a României. A debutat la vârsta de 15 ani, fiind cea mai tânără debutantă din istoria naționalei feminine de fotbal.
Ea a fost desemnată  de două ori cea mai bună fotbalistă a României.

## Palmares

### Club
Olimpia Cluj
- Campionatul României (5): 2015, 2016, 2017, 2018, 2019
- Cupa României (2): 2015, 2016

### Individual
- Cea mai bună jucătoare de fotbal din România (2): 2018, 2019[13]